# 土佐エクスプレス
土佐エクスプレス（とさエクスプレス）は広島市と高知市を結ぶ高速バス路線である。
全便座席指定制のため、乗車には予約が必要（ローソン・ファミリーマートでも予約可能）。

## 沿革
- 2000年　広交観光が単独で運行開始、1日1往復。
- 2001年4月27日　高知県交通、土佐電鉄が参入し1日2往復体制。
- 2007年9月1日 一宮高知営業所・知寄町一丁目停留所を新設。
- 2014年10月1日 土佐電気鉄道と高知県交通が事業統合しとさでん交通が発足。2社の運行分は同社に移管。
- 2015年7月28日 新白島駅停留所新設。
- 2016年10月1日 - とさでん交通一宮高知営業所廃止により一宮バスターミナルに改称。高知側の起終点を桟橋高知営業所に変更。
- 2017年7月19日 運行経路の変更により新白島駅、中筋駅を廃止。

## 運行会社
- 広交観光
- とさでん交通

## 停留所
広島県内の区間および高知県内の区間のみの相互利用（広島駅新幹線口 - 一宮バスターミナル間を通らない利用）は不可。
- 広島バスセンター - 広島駅新幹線口 - 一宮バスターミナル - 高知駅 - はりまや橋 - 桟橋高知営業所

※休憩は八幡PAと豊浜SA。以前は鴻ノ池SAで休憩。

## 運行経路
- 広島市内 - 間所出入口 - 広島高速1号線 - 広島東インターチェンジ - 山陽自動車道 - 瀬戸中央自動車道 - 高松自動車道 - 高知自動車道 - 高知IC - 高知県道44号高知北環状線 - 高知市内

## 運行回数
- 昼行2往復

## 車内設備
- 4列シート
- フットレスト
- レッグレスト
- ビデオ ・マルチステレオ
- トイレ
- おしぼり
- 毛布
- 読書灯
- スリッパ

## 運行車両
2015年時点では基本的に両社共ヒュンダイ・ユニバースを使用していたが、近年は三菱ふそう・エアロエースが使用されることが多い。